# Berenicornis
Berenicornis é um gênero de aves da família Bucerotidae.
O género compreende uma única espécie:
- Calau-de-pescoço-branco, Berenicornis comatus